# Edward Oatman
Edward Cole Oatman, dit Eddie Oatman, (né le 10 juin 1889 à Springford, dans la province de l'Ontario, au Canada — mort le 5 novembre 1973 à Minneapolis aux États-Unis) est un joueur professionnel canadien de hockey sur glace qui évoluait au poste d'ailier droit.  

## Biographie
Edward Cole Oatman naît le 10 juin 1889 de Frankie (née Smith) et Archie Oatman dans la ville de Springford en Ontario au Canada. Il est le quatrième enfant de la famille qui en aura huit au total dont Russell, professionnel de hockey entre 1924 et 1930. Il se marie le 31 mars 1921 à Minneapolis  avec Mary Helen Durning avec laquelle il a ensuite un fils, Ted, né en 1922.
Il rejoint le Club de hockey de Québec, les Bulldogs pour la saison 1910-1911 en compagnie de plusieurs joueurs de Waterloo : James Power, Joe Malone et Jack McDonald. Avec seulement quatre victoires en 16 rencontres, l'équipe de Québec se classe dernière de la saison régulière de l'Association nationale de hockey. La saison suivante est meilleure pour l'équipe de Québec qui finit première avec seulement une victoire d'avance sur les joueurs d'Ottawa ainsi que sur les Wanderers de Montréal. Québec et Oatman sont sacrés champions de l'ANH et de la Coupe Stanley grâce à une victoire lors du dernier match des Wanderers sur Ottawa 5-2. Peu de temps après cette victoire, les Victorias de Moncton lancent un défi aux Bulldogs pour gagner la Coupe Stanley. Ce défi se joue sur deux matchs mais, grippé, Oatman quitte les siens au cours de la deuxième période du premier et ne jouera pas le suivant. Son équipe s'impose finalement 17 à 3.
Cette saison 1911-1912 a vu les débuts de l'Association de hockey de la Côte du Pacifique (PCHA), une nouvelle ligue de la côte Ouest formée par les frères Patrick, Frank et Lester, qui proposent des salaires importants aux vedettes de l'ANH pour venir jouer dans leur équipe. C'est ainsi qu'après avoir joué deux saisons avec les Bulldogs de Québec, Oatman signe en 1913 un contrat avec les Royals de New Westminster de la PCHA pour 2 500 dollars.

## Statistiques
| Saison    | Équipe                     | Ligue |    | Saison régulière | Saison régulière | Saison régulière | Saison régulière | Saison régulière |   | Séries éliminatoires | Séries éliminatoires | Séries éliminatoires | Séries éliminatoires | Séries éliminatoires |
| Saison    | Équipe                     | Ligue | PJ | B                | A                | Pts              | Pun              | PJ               | B | A                    | Pts                  | Pun                  |                      |                      |
| 1910-1911 | Bulldogs de Québec         | ANH   | 14 | 9                |                  |                  | 54               |                  |   |                      |                      |                      |                      |                      |
| 1911-1912 | Bulldogs de Québec         | ANH   | 18 | 20               |                  |                  | 20               |                  |   |                      |                      |                      |                      |                      |
| 1912-1913 | Royals de New Westminster  | PCHA  | 13 | 9                | 5                | 14               | 46               |                  |   |                      |                      |                      |                      |                      |
| 1913-1914 | Royals de New Westminster  | PCHA  | 16 | 22               | 5                | 27               | 18               |                  |   |                      |                      |                      |                      |                      |
| 1914-1915 | Rosebuds de Portland       | PCHA  | 18 | 22               | 8                | 30               | 23               |                  |   |                      |                      |                      |                      |                      |
| 1915-1916 | Rosebuds de Portland       | PCHA  | 18 | 11               | 10               | 21               | 24               |                  |   |                      |                      |                      |                      |                      |
| 1916-1917 | 228e bataillon de Toronto  | ANH   | 12 | 17               | 5                | 22               | 20               |                  |   |                      |                      |                      |                      |                      |
| 1917-1918 | Rosebuds de Portland       | PCHA  | 18 | 11               | 10               | 21               | 8                |                  |   |                      |                      |                      |                      |                      |
| 1918-1919 | Aristocrats de Victoria    | PCHA  | 18 | 11               | 5                | 16               | 13               |                  |   |                      |                      |                      |                      |                      |
| 1919-1920 | Aristocrats de Victoria    | PCHA  | 22 | 11               | 13               | 24               | 18               |                  |   |                      |                      |                      |                      |                      |
| 1920-1921 | Aristocrats de Victoria    | PCHA  | 22 | 6                | 11               | 17               | 11               |                  |   |                      |                      |                      |                      |                      |
| 1921-1922 | Aristocrats de Victoria    | PCHA  | 19 | 9                | 6                | 15               | 22               |                  |   |                      |                      |                      |                      |                      |
| 1921-1922 | Millionnaires de Vancouver | PCHA  |    |                  |                  |                  |                  | 4                |   |                      |                      |                      |                      |                      |
| 1922-1923 | Cougars de Victoria        | PCHA  | 30 | 12               | 7                | 19               | 30               | 2                | 1 | 1                    | 2                    | 4                    |                      |                      |
| 1923-1924 | Tigers de Calgary          | WCHL  | 23 | 3                | 1                | 4                | 22               | 4                |   |                      |                      |                      |                      |                      |
| 1924-1925 | Tigers de Calgary          | WCHL  | 26 | 6                | 5                | 11               | 20               |                  |   |                      |                      |                      |                      |                      |
| 1925-1926 | Tigers de Calgary          | WHL   | 16 |                  |                  |                  |                  |                  |   |                      |                      |                      |                      |                      |